# Isla Catalán
La isla Catalán (denominada oficialmente en inglés Catala Island) es una pequeña isla situada cerca de la accidentada costa occidental de la isla de Vancouver, la gran isla paralela a la costa continental de Canadá, en la Columbia Británica.
La isla no tiene una población estable. Se pueden ver varios estanques unidos entre sí por arroyos y abundan las zonas de marisma, forma parte del parque marino  Catala Island  en que se pueden practicar diversas actividades como el camping , el remo con kayak o el submarinismo.

## Origen del nombre
La isla fue bautizada así en honor de un hijo ilustre de Montblanch, el franciscano Fray Magín Catalá y Guasch. La razón por la cual el nombre de este franciscano forma parte de la toponimia canadiense tiene sus antecedentes en las expediciones navales de los exploradores españoles que salían de las costas mexicanas e iban hacia el norte en búsqueda de nuevos territorios. Las autoridades españolas querían que en cada barco fuera al menos un cura. Cuando no podían disponer de un sacerdote secular pedían un religioso. Una de las demandas de las autoridades motivó que el mes de julio de 1793 Fray Magín Catalán embarcara en un barco que tenía que hacer la ruta de la bahía de Nutca, donde había un establecimiento y donde se construyó un fuerte llamado de Fuerte de San Miguel. Según Francesc Badia Batalla, la estancia del franciscano montblanquense fue relativamente breve, unos doce meses, en tierras de Nutca, pero que:

...  conociendo la personalidad de Fray Magí Catalá y su dedicación permanente a los pobres y desvalidos, es bien legítimo pensar que durante ese tiempo no estuvo con los brazos cruzados y que también en aquellas tierras ejercería su labor pastoral y humanitaria
Francesc Badia Batalla (1999)

A pesar de la corta estancia del fraile montblanquense, dejó una fuerte huella en tierras de Nutca, y su nombre fue escogido para identificar la pequeña isla canadiense.